# تالوپپتین
تالوپپتین (به انگلیسی: Talopeptin) یک ترکیب شیمیایی با شناسه پاب‌کم ۱۳۴۷۱۲ است.